# یک پنجره به سوی ماه
یک پنجره به سوی ماه یک مجموعه تلویزیونی محصول سال ۱۳۷۷ به کارگردانی علی روئین‌تن، نویسندگی  و تهیه‌کنندگی  می‌باشد که از شبکه پخش شد.

## بازیگران
- مینا نوروزی
- آناهیتا آزادپرور
- بهار نوحیان
- پریدخت اقبالپور
- حمید دلشکیب
- رحمان حقیقی
- ساحره متین
- شاهین جعفری
- شهاب نباتی
- مهیار درخشانی
- نگین بهاردار
- هما خاکپاش